# Puffing Billy
La locomotiva Puffing Billy è stata una particolare locomotiva a vapore sperimentale per traino di carri di minerale.
Fu costruita da William Hedley per la miniera di Wylam Colliery presso Newcastle upon Tyne nel 1813. Aveva due cilindri esterni verticali di 299 x 914 mm ed una pressione in caldaia di 3,3 kg/cm²; la trasmissione del moto alle ruote avveniva per mezzo di uno strano sistema di bilancieri che azionavano un sistema a manovelle. La sua velocità massima era di soli 12 km/ora.

## Storia

### Precursori
La prima locomotiva a vapore su rotaia fu costruita da Richard Trevithick nel 1802 o nel 1804. Costruì diverse locomotive e, sebbene il successo della sua locomotiva del 1802 a Coalbrookdale sia messo in discussione, la sua locomotiva del 1804 corse vicino alle ferriere di Pen-y-Darren a Merthyr Tydfil, nel Galles del Sud, con sufficiente successo da trainare cinque vagoni di ferro per nove miglia, vincendo una scommessa. Il suo peso eccessivo crepò le rotaie di ferro, rendendola impraticabile, e le locomotive a vapore non furono adottate all'epoca.
Nel 1810, il bacino carbonifero di Durham fu interrotto da un importante sciopero sul sistema vincolato. Durante questo periodo Christopher Blackett, proprietario della miniera di carbone Wylam, approfittò dell'inattività della miniera per sperimentare l'idea di un tram trainato da locomotive che funzionasse esclusivamente per adesione, piuttosto che con il sistema a cremagliera Blenkinsop che sarebbe stato utilizzato sul Middleton. Questi iniziarono con un semplice carro a manovella, convertito da un telaio di carro a carbone con l'aggiunta di un albero motore centrale e trasmissioni ad ingranaggi agli assi.

### Prototipi
Puffing Billy era una delle tre locomotive simili costruite da Hedley, l'ingegnere residente presso la miniera di carbone di Wylam, per sostituire i cavalli utilizzati come forza motrice sulla linea tranviaria. Nel 1813, Hedley costruì per l'attività mineraria di Blackett sulla linea della miniera di carbone di Wylam i prototipi Puffing Billy e Wylam Dilly. Entrambe furono ricostruite nel 1815 con dieci ruote, ma furono riportate alle condizioni originali nel 1830, quando la ferrovia fu rifatta con rotaie più robuste.
Nell'edizione di settembre 1814 degli Annals of Philosophy vengono menzionate due locomotive con ruote a cremagliera (probabilmente Salamanca e Blücher), poi si parla di "un'altra locomotiva a vapore a Newcastle, impiegata per uno scopo simile, e che si muoveva senza ruote a cremagliera, semplicemente per attrito con la rotaia". Dal contesto, questa si trova in una posizione diversa da Blücher, quindi probabilmente si trova anche Puffing Billy.

## Progetto
Il Puffing Billy incorporava una serie di caratteristiche innovative, brevettate da Hedley, che si sarebbero rivelate fondamentali per lo sviluppo delle locomotive. Aveva due cilindri verticali, uno su ciascun lato della caldaia, parzialmente racchiusi da essa, e azionava un singolo albero motore sotto i telai, da cui gli ingranaggi azionavano e accoppiavano le ruote, consentendo una migliore trazione.